# San-Gavino-di-Carbini
San-Gavino-di-Carbini település Franciaországban, Corse-du-Sud megyében. Lakosainak száma 1162 fő (2022. január 1.). San-Gavino-di-Carbini Carbini, Lecci, Levie, Porto-Vecchio és Zonza községekkel határos.

## Népesség
A település népessége az elmúlt években az alábbi módon változott:
| Lakosok száma | 301  | 381  | 538  | 960  | 1079 | 1101 | 1110 | 1088 | 1077 | 1162 |
|               | 1968 | 1982 | 1990 | 2006 | 2013 | 2015 | 2017 | 2019 | 2020 | 2022 |